# علاءالدین ملماسی
علاءالدین ملماسی (زاده ۱۸ دیماه سال ۱۳۳۰ در محله انگج تبریز - '''درگذشته ۴ تیرماه ۱۳۹۰''' در شیراز) عکاس، مترجم، محقق، مدرس، زبانشناس، شیمیدان و شاعر بود.
وی در یک خانواده علمی مذهبی متولد شد و اولین فرزند محمود ملماسی متخلص به آزرم تبریزی بود. آزرم خود از اعقاب شاعر مشهور آذربایجانی همام تبریزی است.

## زندگی و تحصیلات
ملماسی پس از گذراندن تحصیلات مقدماتی، مدرک کارشناسی خود را در رشته زبان انگلیسی از دانشگاه تبریز کسب نمود. او در سن سیزده سالگی با عکاسی آشنا شد. از سال ۱۳۴۷ به‌طور مستمر و علمی در تمامی زمینه‌های عکاسی فعالیت خود را پی‌گیری نمود و در این میان شیمی عکاسی بخش عمده توجه او را به خود جلب کرد.

## آثار

### عکاسی
ابداع طراحی بر روی کاغذ عکاسی با استفاده از مواد شیمیائی از فعالیت‌های ملماسی بود. وی به‌طور معمول از مکان‌های حاوی اطلاعات تاریخی عکاسی می‌کرد. در اکثر کارهای او تأکید بر نور و سایه، بی‌پیرایگی و اغتشاش (دو عامل نقیض) به چشم می‌خورد. وی همچنین به‌طور گسترده با دوربین قطع متوسط و دوربین قطع بزرگ کار می‌کرد.

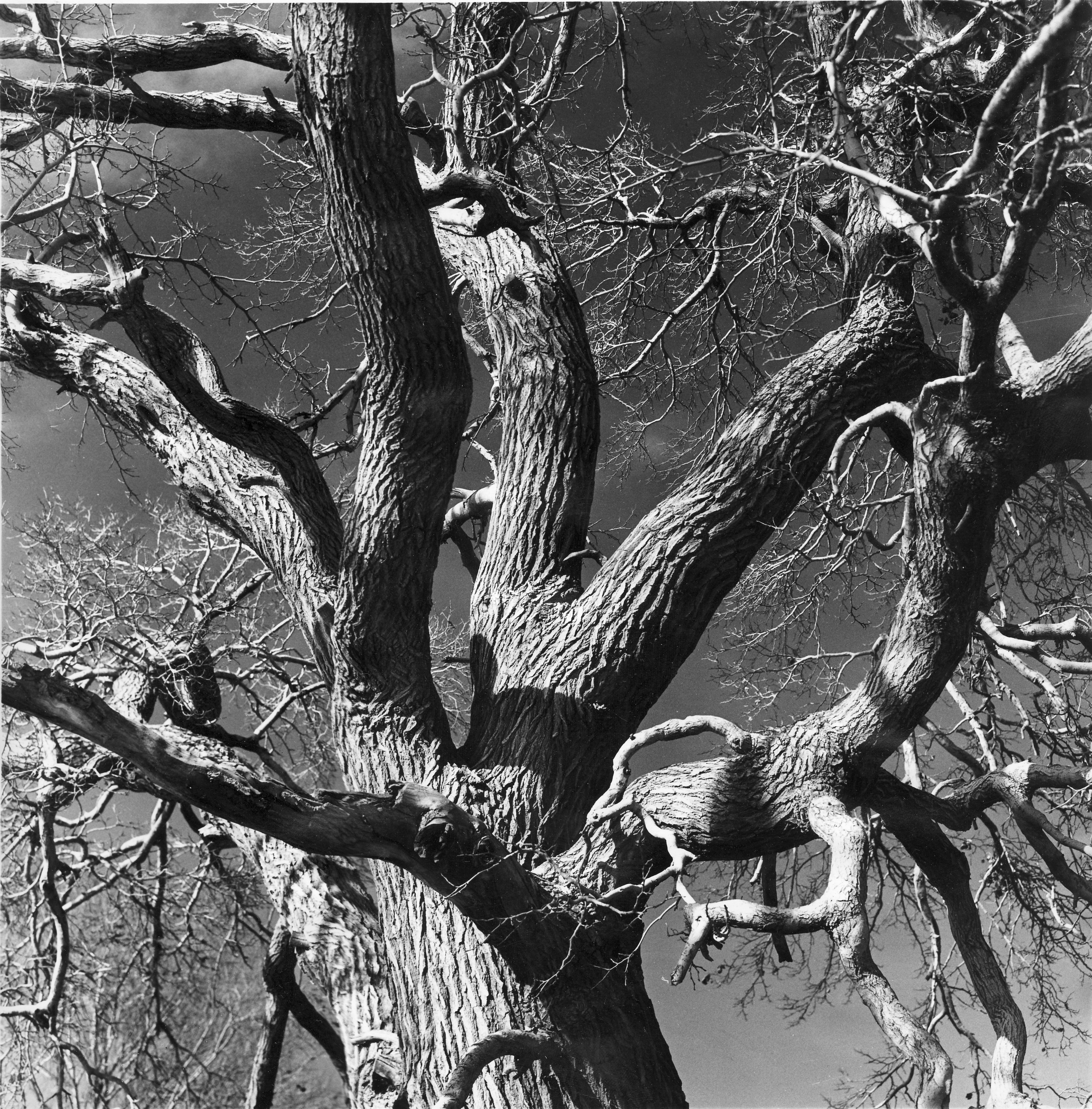
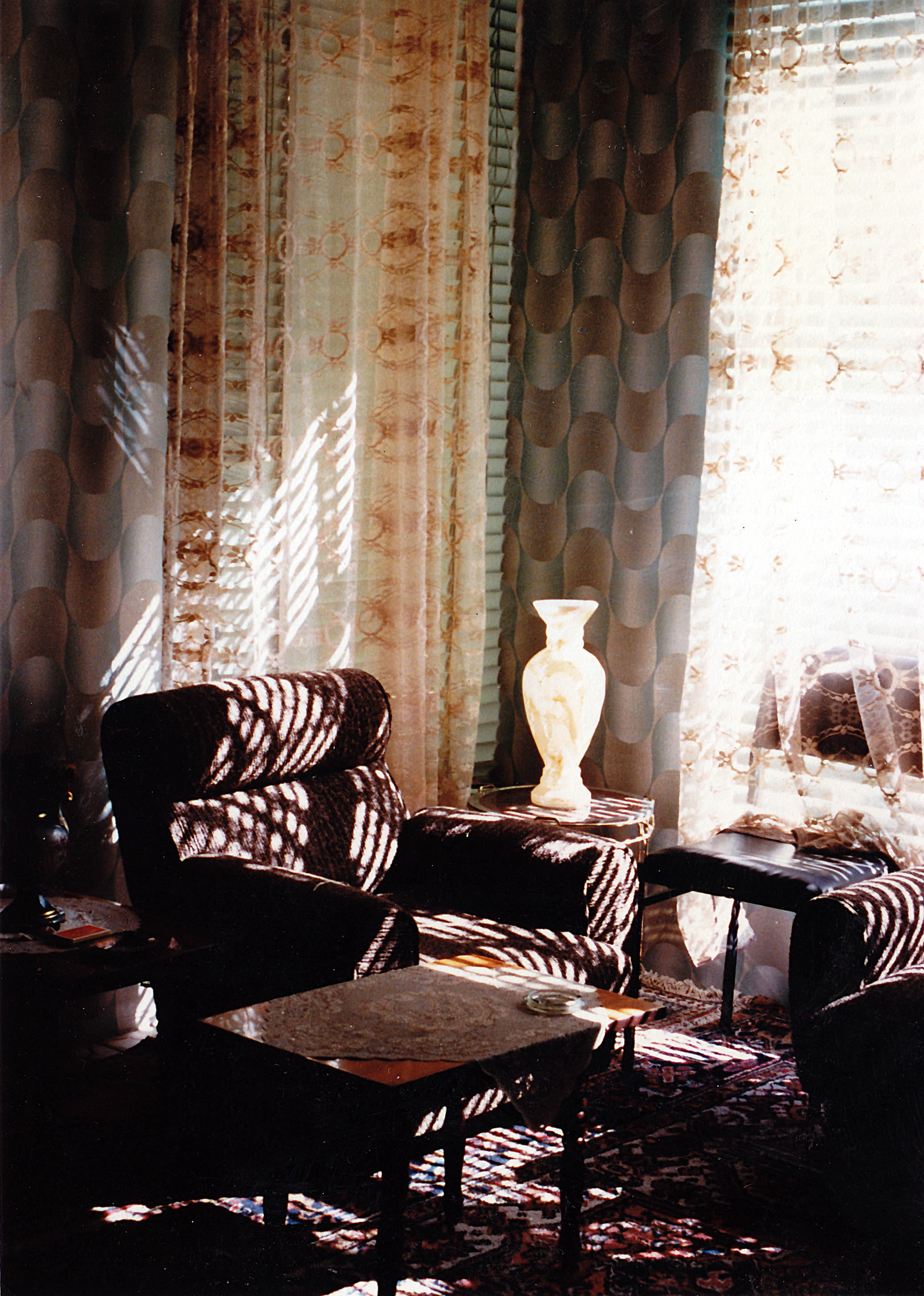

### نقاشی

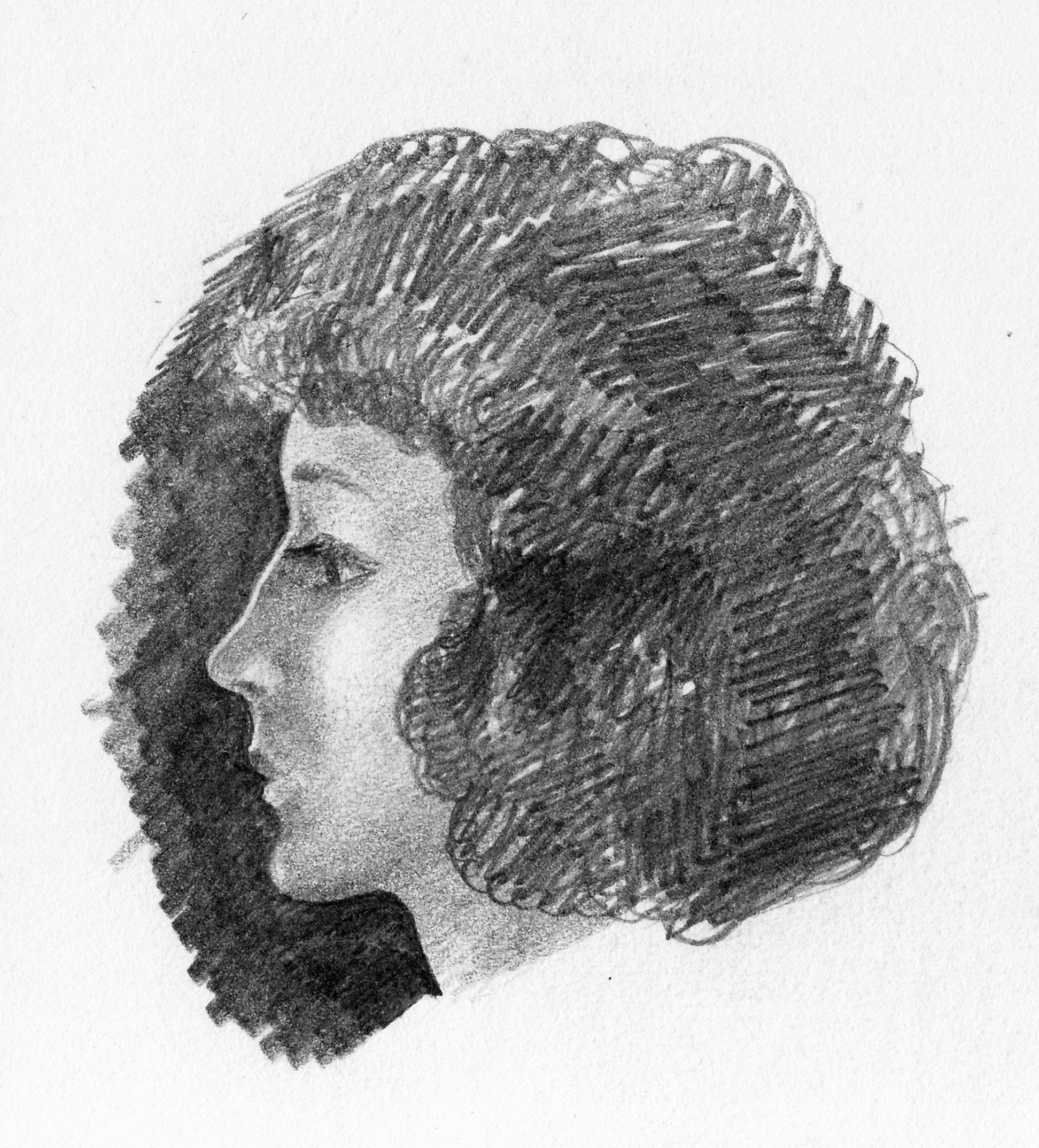
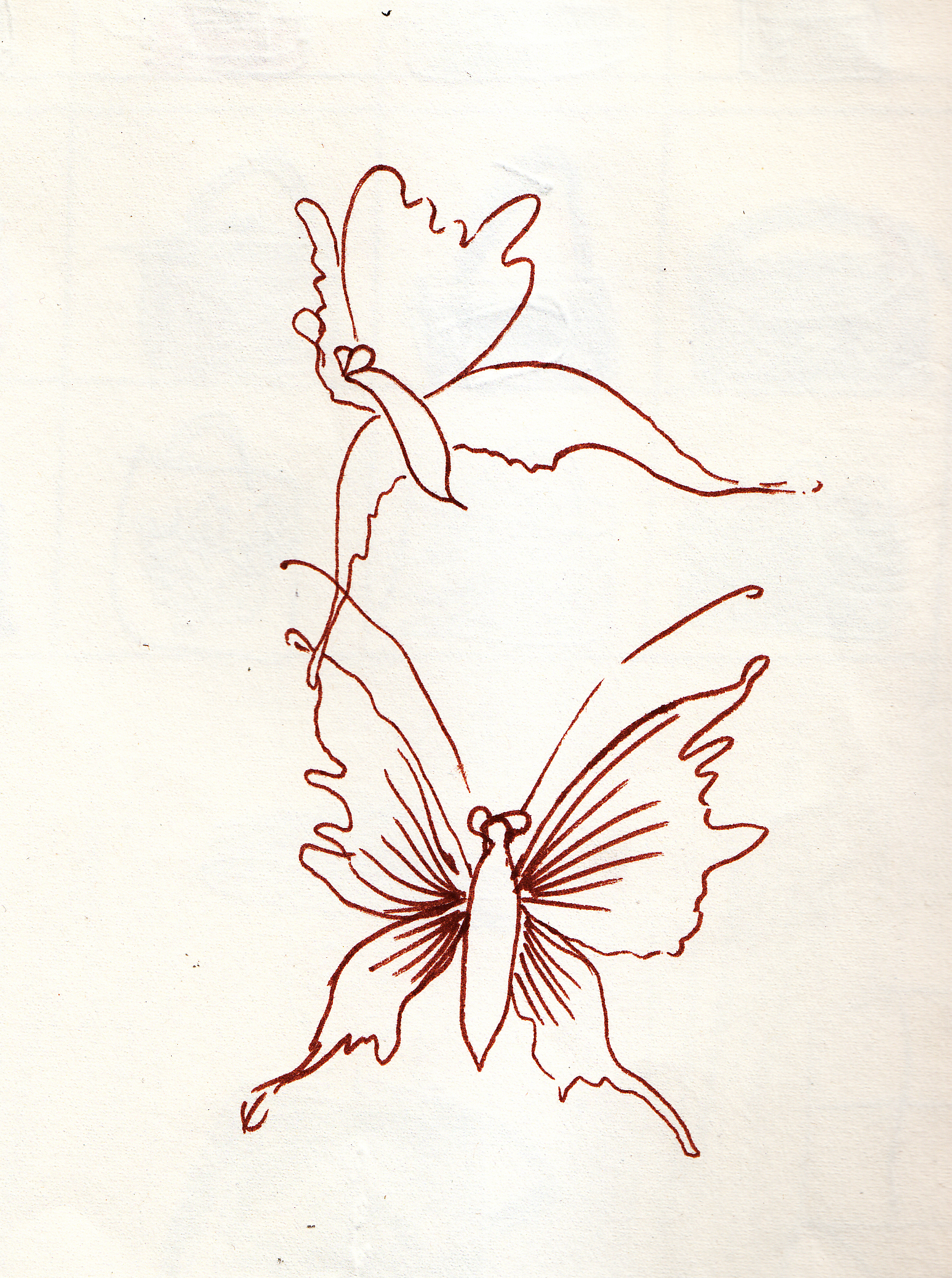
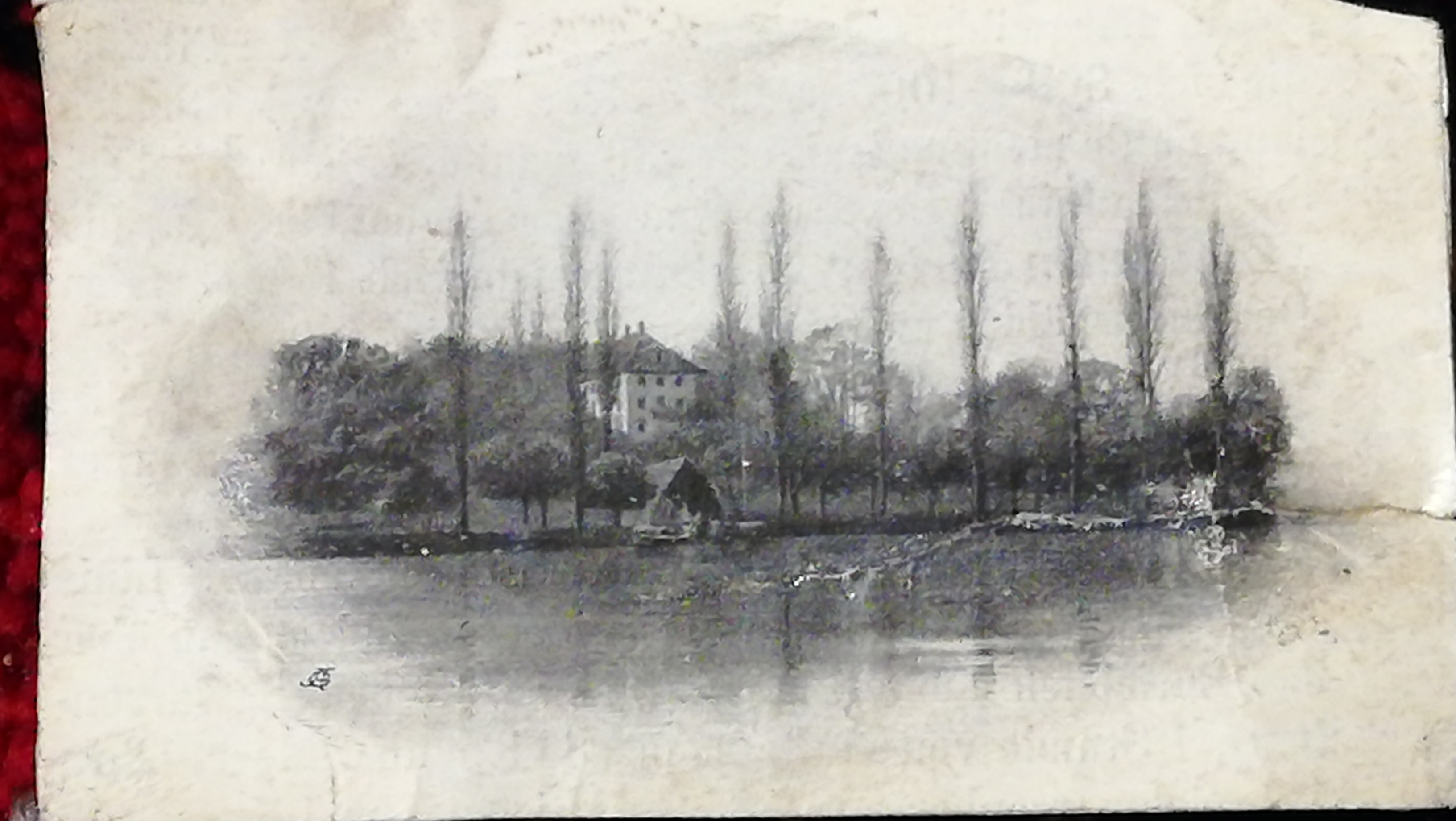

### شعر
فارسی
| مرد اگر بی درد باشد مرد نیست |  | درد اگر درمان پذیرد درد نیست |

ترکی
| دئنه پیر میکده بو سحر، کی بو شاعری ایلیه دعا |  | ئولوم اولمیایدی، گؤریدی بیر سوزی عالمه یاییلان زمان |

(فارسی: به پیر میکده بگویید که سحر، این شاعر را دعا نماید، کاشکی مرگ نبود تا زمان دهان به دهان نقل شدن سخنانش را می‌دید)

### خط
ملماسی خط را خوب می‌نوشت و بر اصالت آن توجهی خاص داشت. نستعلیق، شکسته نستعلیق، ثلث و نسخ از جمله قلم‌هایی بود که در آن‌ها مهارت داشت.

### تالیفات
علاءالدین ملماسی در کنار عکاسی تحقیقات دامنه‌داری در اکثر رشته‌های علمی و هنری مانند موسیقی، خطاطی، فیزیک، نجوم، تاریخ، باستانشناسی، زبانشناسی و باغبانی آغاز کرد. در اکثر موارد تحقیقات خود را تا آخرین درجه ممکن ادامه داد. از مهم‌ترین آن‌ها می‌توان به این نکات اشاره نمود:
1. تألیفات و ترجمه‌های متعدد در زمینه‌های عکاسی، زبان انگلیسی، فرهنگ عامه و صنایع دستی.
2. کتاب صنعتگران آذربایجان که شرح حال بیست نفر از مبرزین صنایع دستی استان آذربایجان‌شرقی است که به سفارش سازمان صنایع دستی و گردشگری استان تهیه کرده بودند.

### مسئولیت‌ها
1. انجام پروژه‌های بزرگ و متعدد عکاسی برای مرکز تحقیقات صنایع سنگین، وزارت نیرو، سازمان آمار ایران، سازمان میراث فرهنگی.
2. تأسیس انجمن عکاسی استان آذربایجان‌شرقی به همراه چند تن از عکاسان تبریز.
3. تحقیقات در زمینه تاریخ عکاسی، شیمی عکاسی، مهندسی اپتیک و زمینه‌های دیگر.
4. تأسیس، تجهیز و مسئولیت بخش عکاسی مرکز تحقیقات صنایع سنگین تبریز.
5. معلمی و خدمت در آموزش و پرورش.

## فوت

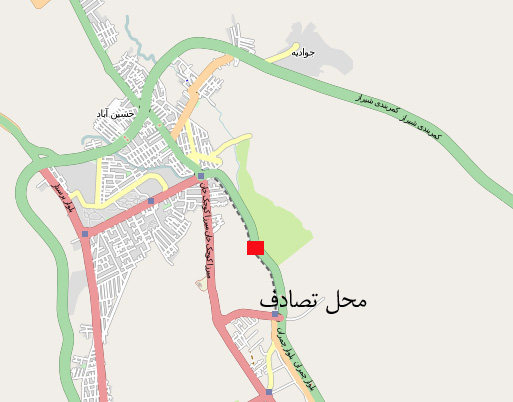
محل تصادف در شیراز

ملماسی سرانجام در ساعت ۱۴:۴۵ دقیقه روز شنبه چهارم تیرماه بر اثر سانحه رانندگی در بلوار دکتر چمران، شیراز درگذشت و در قطعه هنرمندان مزارستان وادی رحمت تبریز به خاک سپرده شد.

## نگارخانه

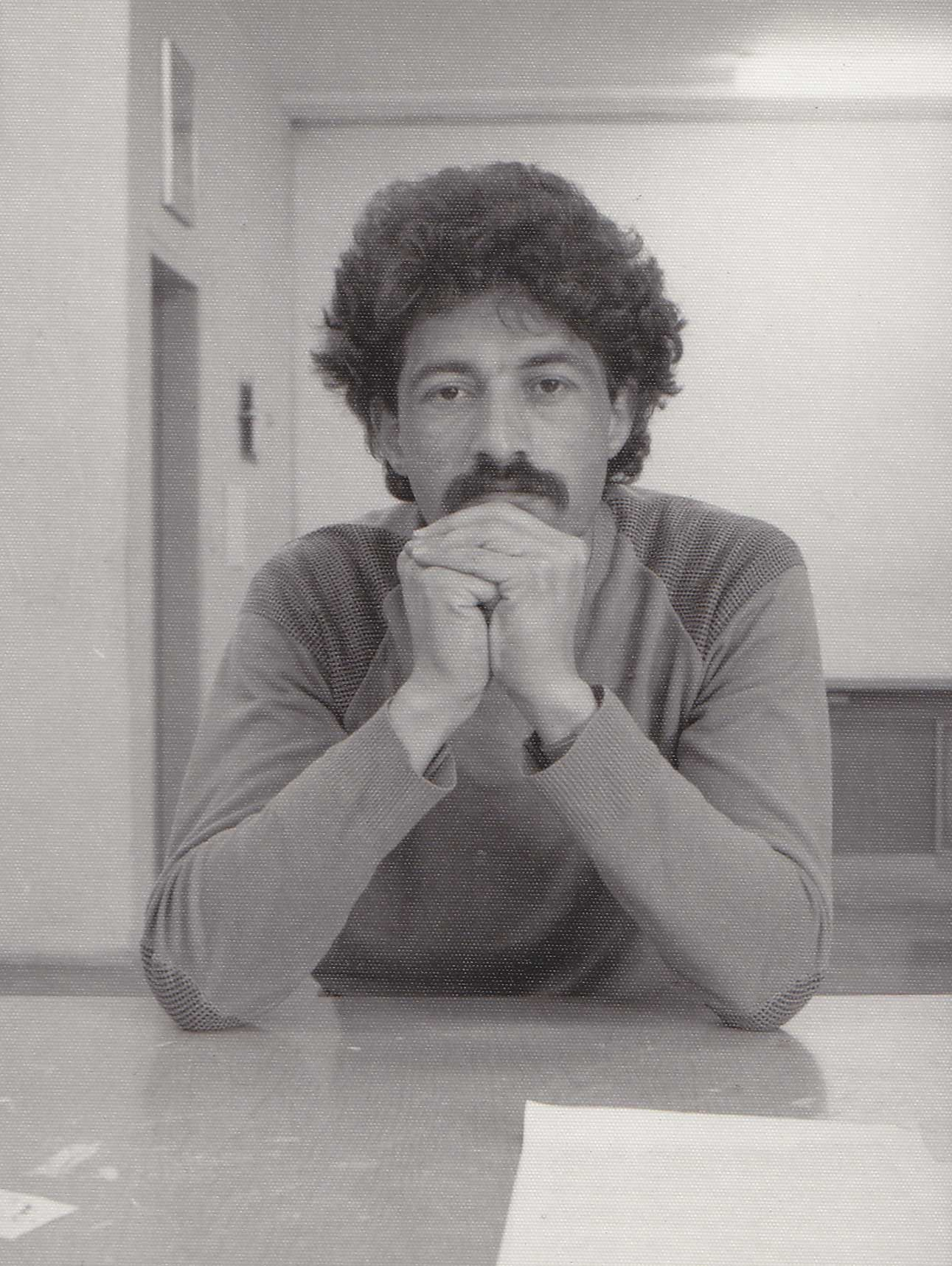
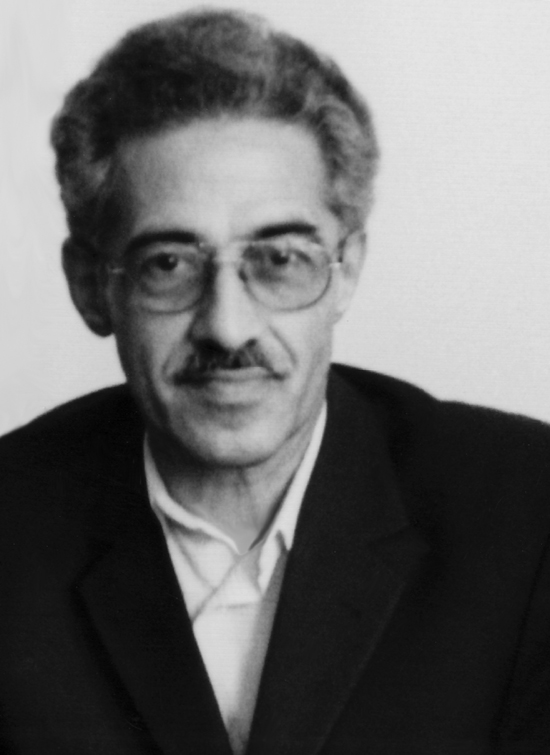